# Römisch-katholische Kirche in Andorra
Die römisch-katholische Kirche in Andorra war niemals eine selbständige Diözese, sondern gehörte stets dem spanischen Bistum Urgell an, dessen Bischof, gemeinsam mit dem französischen Staatspräsidenten, zugleich Staatsoberhaupt des Zwergstaates ist.
Der überwiegende Teil der Andorraner (ca. 90 %) gehört der römisch-katholischen Kirche an. Die diplomatische Vertretung des Heiligen Stuhls nimmt der Apostolische Nuntius wahr, der in der Regel auch Nuntius in Spanien ist. Zuletzt war Erzbischof Bernardito Cleopas Auza bis März 2025 Nuntius in Andorra.
Das Marienfest Nostra Senyora de Meritxell gilt als andorranischer Nationalfeiertag.